# Empoasca uzbekorum
Empoasca uzbekorum är en insektsart som beskrevs av Aleksey A. Zachvatkin 1953. Empoasca uzbekorum ingår i släktet Empoasca och familjen dvärgstritar. Inga underarter finns listade i Catalogue of Life.